# Meridiano 151 oeste
El meridiano 151 oeste de Greenwich es una línea de longitud que se extiende desde el Polo Norte atravesando el océano Ártico, América del Norte, el océano Pacífico, el océano Antártico y la Antártida hasta el Polo Sur.
El meridiano 151 oeste forma un gran círculo con el meridiano 29 este.
Comenzando en el Polo Norte y dirigiéndose hacia el Polo Sur, el meridiano 151 oeste pasa a través de:
| Coordenadas                         | País, territorio o mar | Notas                                         |
| ----------------------------------- | ---------------------- | --------------------------------------------- |
| 90°0′N 151°0′O / 90.000, -151.000   | Océano Ártico          |                                               |
| 72°11′N 151°0′O / 72.183, -151.000  | Mar de Beaufort        |                                               |
| 70°24′N 151°0′O / 70.400, -151.000  | Estados Unidos         | Alaska                                        |
| 61°11′N 151°0′O / 61.183, -151.000  | Ensenada de Cook       |                                               |
| 60°49′N 151°0′O / 60.817, -151.000  | Estados Unidos         | Alaska - Península de Kenai                   |
| 59°12′N 151°0′O / 59.200, -151.000  | Océano Pacífico        |                                               |
| 23°22′S 151°0′O / -23.367, -151.000 | Polinesia Francesa     | Isla Huahine                                  |
| 23°24′S 151°0′O / -23.400, -151.000 | Océano Pacífico        |                                               |
| 60°0′S 151°0′O / -60.000, -151.000  | Océano Antártico       |                                               |
| 76°58′S 151°0′O / -76.967, -151.000 | Antártida              | Dependencia Ross, reclamada por Nueva Zelanda |